# Test estandarizado

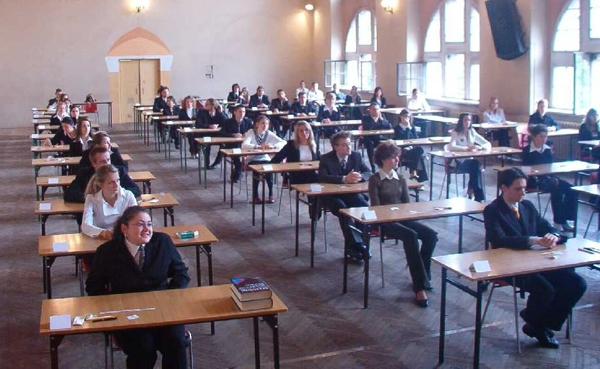
Los adultos jóvenes en Polonia se presentan a sus exámenes de Matura. La Matura está estandarizada para que las universidades puedan comparar fácilmente los resultados de los estudiantes de todo el país.

Un test estandarizado es una prueba que ha sido normalizada o normatizada; es decir, que ha sido probada en una población con distribución normal para la característica a estudiar, ya sea el cociente intelectual, un ensayo químico como la determinación de la glucosa en la sangre, conocimientos de historia, etcétera, puesto que un test estandarizado es una herramienta empleada por diversas áreas de estudio, como algunas que pertenecen, por ejemplo, a las Ciencias de la Salud.
En el proceso de estandarización se determinan las normas para su aplicación e interpretación de resultados. Es así que para la aplicación de una prueba debe hacerse bajo ciertas condiciones, las cuales deben cumplir, tanto quienes la aplican, como a quienes se les aplica.
Esta estandarización persigue que los resultados sean útiles para la toma de decisiones, si se realiza una prueba para decidir si una persona es o no aceptada en determinada disciplina, la prueba debe garantizar lo mejor posible, que aquellos que se aceptan llenan los requisitos requeridos y aquellos que se rechazan, verdadermente no los cumplen.
Para que una prueba sea aplicable a nivel poblacional debe cumplir ciertos requisitos:
- Validez: Una prueba es válida cuando mide lo que se quiere medir, una prueba de conocimientos, por ejemplo, debe discernir, con un pequeño margen de error, entre los que saben y los que no.

- Fiabilidad: Al aplicarse varias veces, la prueba reproduce resultados similares. Interviene en esta, el instrumento aplicado (un aparato de análisis de sangre, un cuestionario, una prueba psicológica, etc.), este debe producir resultados similares cuando se aplica en los mismos individuos bajo las mismas condiciones, independientemente del observador que lo administre.

- Exactitud: El resultado es el más cercano al valor real. Si una persona tiene 80 mg/dL de glucosa en sangre, esperamos que la prueba reproduzca valores muy cercanas a este valor. Sería inadmisible que reportara 50 mg/dL o 105 mg/dL. La exactitud se refiere a la fineza del instrumento, así un cronómetro será más exacto que un reloj de pulsera. Dicho de otra manera la exactitud es una medida de la calidad de calibración del instrumento respecto de patrones de medida aceptados internacionalmente. Se incluye aquí la sensibilidad y especificidad.

El término test estandarizado es un anglicismo, nacido de test = prueba y del francés antiguo estendart llevado al inglés standard.

## Diseño y puntuación

### Diseño
En la mayoría de los casos, una prueba académica básica incluye secciones evaluadas tanto por un evaluador humano como por un evaluador informático.
Un examen estandarizado puede constar de preguntas de opción múltiple, preguntas de verdadero-falso, preguntas de redacción, evaluaciones auténticas o prácticamente cualquier otra forma de evaluación. Las preguntas de opción múltiple y verdadero-falso suelen elegirse para los exámenes que realizan miles de personas porque pueden plantearse y puntuarse de forma económica, rápida y fiable con hojas de respuestas especiales que pueden ser leídas por ordenador o pruebas adaptativas por ordenador. 

### Cualquier cosa
No todos los exámenes estandarizados consisten en responder preguntas. Una evaluación fiable de las aptitudes atléticas puede consistir en correr durante un cierto tiempo o correr una pelota una cierta distancia. El personal sanitario debe pasar pruebas para demostrar que puede realizar procedimientos médicos. Los candidatos al permiso de conducir deben superar un examen estandarizado que demuestre que saben conducir un coche. Para obtener la certificación profesional, debe superar una prueba de conocimientos especializados. Por ejemplo, para obtener la certificación de Salesforce, es necesario aprobar el examen completando correctamente el 70% de las tareas.

### Utilización de puntuaciones para la comparación
Existen dos tipos de interpretación de los resultados de las pruebas: la interpretación de los resultados basada en normas y la interpretación de los resultados basada en criterios.
- Las interpretaciones de las puntuaciones con referencia a la norma comparan a los examinandos con una muestra de compañeros.[10] El objetivo es calificar a los alumnos como mejores o peores que los demás.
- Las interpretaciones de las puntuaciones basadas en criterios comparan a los examinandos con el criterio (definición formal del contenido) independientemente de las puntuaciones de otros examinandos. También pueden describirse como evaluaciones basadas en estándares porque están alineadas con el movimiento de reforma educativa basado en estándares.

## Referințe
1. ↑  «Paper-Based Or Computer-Based Testing?». www.teachthought.com. Consultado el 6 de agosto de 2024.
2. ↑  «What is the GMAT®?». www.kaptest.com. Consultado el 6 de agosto de 2024.
3. ↑  «Standardized Testing: Fair or Not?». www.ulethbridge.ca. Consultado el 6 de agosto de 2024.
4. ↑  «Standardized test». tophat.com. Consultado el 6 de agosto de 2024.
5. ↑  «Cisco Certifications». www.measureup.com. Consultado el 6 de agosto de 2024.
6. ↑  «Salesforce Certified Associate Exam». www.examgo.com. Consultado el 6 de agosto de 2024.
7. ↑  «Norm-Referenced vs. Criterion-Referenced Testing». assess.com. Consultado el 6 de agosto de 2024.
8. ↑  «Criterion- and norm-referenced score reporting: What is the difference?». www.michiganassessmentconsortium.org. Consultado el 6 de agosto de 2024.
9. ↑  «Criterion-Referenced Test: Definition, Examples, and Types». harappa.education. Consultado el 6 de agosto de 2024.
10. ↑  «What Are Norm-referenced tests & Why they Matter». www.formpl.us. Consultado el 6 de agosto de 2024.

- Datos: Q3244907
- Multimedia: Standardized tests / Q3244907

[./Https://testinsights.com/info/salesforce/financial-services-cloud Financial-Services-Cloud] www.testinsights.com